# Jim Marshall (fotógrafo)
Jim Marshall  (3 de febrero de 1936 - 24 de marzo de 2010) fue un fotógrafo estadounidense que realizó fotografías a artistas del rock e hizo reportajes en importantes conciertos.
Fue el único fotógrafo que pudo entrar en el camerino de Los Beatles en su último concierto y algunas de sus fotografías más conocidas son de Jimi Hendrix, los Rolling Stones o Johnny Cash. Una de las fotografías más difundidas de Hendrix quemando su guitarra en el festival de Monterrey, sus fotografías del festival de Woodstock o los retratos a Cash en la Prisión Estatal de San Quintín le han convertido en uno de los fotógrafos de reportajes musicales más destacados. Entre los artistas musicales que fotografió se encuentran además Janis Joplin, The Who, Bob Dylan, Chuck Berry o Jim Morrison.
Aunque residía en California murió en Nueva York ya que se encontraba en esta ciudad para promocionar su nuevo libro llamado Match Prints y presentar una exposición el día 26 de marzo.